# Riu Drin
El Drin és un riu d'Albània que desemboca a la mar Adriàtica prop de Lezhë. Es forma a la rodalia de la ciutat albanesa de Kukës per la unió de dos rius anomenats Drin Negre, que neix al llac d'Okhrida a Macedònia, i Drin Blanc, que neix a les muntanyes de Kosovo. Té un curs de 285 km. Una presa prop de Shkodër en regula el curs per evitar inundacions i és una de les més grans centrals hidroelèctriques d'Albània.